# Лідія Аустер
Лі́дія (Мартинівна) Ау́стер (ест. Lydia Auster, 30 травня 1912, Петропавловськ, Російська імперія, нині Казахстан — 3 квітня 1993, Таллінн, Естонія) — естонська композиторка, заслужена діячка мистецтв Естонської РСР (1957 р.), народна артистка ЕРСР (1984 р.).

## Біографія
Лідія Аустер вивчала фортепіано та композицію з 1927 по 1931 роки в Омську в M. Невітова.  Далі навчалася з 1931 по 1934 роки — у Ленінградській консерваторії в Марії Юдіної. У 1938 році закінчила Московську консерваторію у Віссаріона Шебаліна, а у 1945 році — під його керівництвом закінчила аспірантуру. У 1943—1944 роках працювала старшим музичним редактором Туркменського радіо.
У 1945 році переїхала до Таллінна. З 1948 по 1984 роки Лідія Аустер була художнім керівником державної теле- та радіокомпанії Естонської Радянської Соціалістичної Республіки. У 1949—1967 роках — член редколегії газети «Sirpja vasar». Член ради Спілки композиторів Естнонії.
З 1930 років вона складала пісні для солістів та хорів. Також написала численні музичні твори для фортепіано, духових, скрипки, твори для симфонічного оркестру. Написала лібрето до багатьох балетів та короткої опери «Maihommik». Більшість її музичних робіт позначена романтичним націоналізмом. Балет «Тійна» відіграв значну роль у становленні естонської хореографічної культури.
Член КПРС з 1955 року.

## Твори
- Опера-новела — «Травневий ранок» (Тарту, 1970 р.);
- балети — «Тійна» (за п'єсою «Перевертень» А. Кіцберга, Таллінн, театр «Естонія» 1955 р.)[2], «Північний сон» (для дітей, там же, 1960 р.), «Ромео, Джульєта і пітьма» (за повістю Я. Отченашека, Тарту, театр «Ванемуйне» 1970 р.);
- хореографічна сцена — «Нічна молотьба» (Таллінн, 1967 р.);
- кантата — «Анчар» (за Пушкіном, 1937 р.);
- для оркестру — симфоньєта (1938 р.), «Естонська сюїта» (1948 р.), увертюра-фантазія «Естонія» (1945 р.), «Святкова увертюра» (1947 р.), увертюра «Слава Радянської Естонії» (1950 р.) та ін.;
- концерти з оркестром — для фортепіано (1952 р.), ліричне концертіно для скрипки «Літо в Кясму» (1966 р.)[3];
- 3 струні квартети (1937 р., 1940 р., 1945 р. — на туркменські теми);
- для квартету дерев'яних духовий інструментів — сюїта на естонські народні теми (1945 р.), «Прелюдія і фуга» (1936 р.);
- для фортепіано — цикл «Весняні прелюдії» (1950 р.), 3 танці (1939 р.);
- для 2 фортепіано — 2 сюїти на теми з балету «Тійна» (1947 р., 1950 р.);
- для скрипки й фортепіано — п'єси;
- для оркестру російських народних інструментів — 3 сюїти (1937 р., 1938 р., 1939 р.— «Червоноармійська»);
- для оркестру туркменських народних інструментів — 6 танців (1941—1943 рр.);
- для голосу й фортепіано — романси на слова М. Лермонтова, С. Єсеніна, Л. Койдули, радянських поетів;
- для хору — «Герой праці» (слова Д. Вааранді, 1948 р.), балада «Слово мого фронтового друга» (слова М. Матусовського, 1967 р.), для змішаного хору та туркменських народних інструментів — 4 п'єси (1941—1943 рр.);
- дитячі пісні, масові пісні, музика для театру тощо.